# The Breathtaking Blue
The Breathtaking Blue – trzeci album studyjny grupy Alphaville, wydany w roku 1989.

## Lista utworów
1. "Summer Rain" – 4:10
2. "Romeos" – 5:29
3. "She Fades Away" – 4:57
4. "The Mysteries of Love" – 4:55
5. "Ariana" – 3:42
6. "Heaven or Hell" – 3:27
7. "For a Million" – 6:09
8. "Middle of the Riddle" – 3:19
9. "Patricia's Park" – 4:12
10. "Anyway" – 2:48